# Geblokte zomervlinder
De geblokte zomervlinder (Thalera fimbrialis) is een nachtvlinder uit de familie van de spanners, de Geometridae. De voorvleugellengte bedraagt tussen de 15 en 16 millimeter. De soort komt verspreid over Europa en Azië tot het gebied rond de Amoer voor. Hij overwintert als rups.

## Waardplanten
De geblokte zomervlinder heeft als waardplanten diverse kruidachtige en houtige planten. Voorbeelden zijn dophei, struikhei en tormentil.

## Voorkomen in Nederland en België
De geblokte zomervlinder is in Nederland en België een zeldzame soort. De vlinder kent jaarlijks één generatie die vliegt van halverwege juni tot in augustus.